# Takács Marika
Takács Marika (született Takács Mária, asszonynevén Kazimir Károlyné, Resicabánya, 1938. november 25. – Budapest, 1997. május 9.) 1957-től, nyilvános adásai kezdetétől a Magyar Televízió bemondónője, az intézmény posztumusz örökös tagja. Férje Kazimir Károly volt.

## Tanulmányai
1957-ben érettségizett Ferencváros egyik legrégebbi középiskolájában, a Fáy András Gimnáziumban. Az iskola 1983-as jubileumi ünnepségének egyik szereplője volt.
Az ELTE Bölcsészkarán középiskolai tanári diplomát szerzett. Jelentkezett a Színház- és Filmművészeti Főiskolára is, közben pedig énekelni tanult.

## Pályája
Alkalmi műsorközlőként figyeltek fel rá. A szigetszentmiklósi, frissen érettségizett leányt egy tehetségkutató énekversenyről hívták be meghallgatásra. A Rádió és Televízió évkönyv szerint a televízió saját bemondónője 1957. július 25-én mondta el első, néhány mondatos konferanszát. A nyilvános magyar televíziós adások sugárzásának kezdetétől a Magyar Televíziónál dolgozott.
Közreműködött több szórakoztató műsorban, filmben, illetve a Magyar Rádió adásaiban és szerepelt színpadi műsorokban is. Az 1965-ben az Erkel Színházból közvetített Tessék választani! adást Novotny Zoltánnal vezette közösen. Ugyanebben az évben egy Népstadionban megrendezett koncerten angolul üdvözölte a fellépő Louis Armstrongot.
1966-ban és 1967-ben a táncdalfesztivál társműsorvezetője volt.
1988-ban Molnár Miklós Balázs Béla-díjas tévéoperatőr és fotóművész vele készítette el az első – és sokáig egyetlen – színes, tükrös kamerával három dimenzióban forgatott interjút, melyet azonban a készítő is csupán 2008-ban láthatott.
58 évesen, mellrákban hunyt el. A Magyar Televízió emlékműsort sugárzott róla. Az intézménynek 1998 óta posztumusz örökös tagja. Férje Kazimir Károly rendező, színigazgató volt. Lánya, Kazimir Anna Mária újságíró, sajtóreferens, és 2005-ben diplomamunkaként ötven perces dokumentumfilmet forgatott édesanyjáról A nevetés és a felejtés filmje címmel.

## Díjai, elismerései
- Az MRT elnökségének nívódíja (több tévéműsor vezetéséért, 1973)[16]
- A Szocialista Televízióért Emlékérem (1982)[17]
- A Magyar Köztársasági Érdemrend kiskeresztje (1995)
- Magyar Televízió posztumusz örökös tagja (1998)

## Filmjei
- Szerelem csütörtök (Fejér Tamás – 1959)
- Mikszáth életútja[18][19] (rövidfilm – 1960)
- Délibáb minden mennyiségben (Szinetár Miklós – 1962)
- Miért rosszak a magyar filmek? (fekete-fehér filmszatíra, Fejér Tamás – 1964)
- City of Fear (Peter Bezencenet[20] – 1965)
- Patyolat akció (Fejér Tamás – 1966)
- Ezek a fiatalok (Banovich Tamás – 1967)
- Gyula vitéz télen-nyáron (Bácskai Lauró István – 1970)
- Hahó, Öcsi! (Palásthy György – 1971)
- Zenés TV színház (epizódok: Örökzöld fehérben feketében 2., 1974; Lót, 1985)